# José Antonio Iglesias
José Antonio Iglesias Bilbao (Torrelavega, Cantabria, 16 de abril de 1965) es un exjugador de hockey sobre hierba español. Disputó los Juegos Olímpicos de Seúl 1988 y los de  Barcelona 1992 con España, obteniendo un noveno y un quinto puesto, respectivamente.

## Participaciones en Juegos Olímpicos
- Seúl 1988, puesto 9.
- Barcelona 1992, puesto 5.